# Rożyńsk Wielki (Gołdap)
Rożyńsk Wielki [ˈrɔʐɨɲsk ˈvjɛlki] (deutsch Groß Rosinsko, 1938 bis 1945 Großfreiendorf) ist ein Ort in der polnischen Woiwodschaft Ermland-Masuren und gehört zur Stadt- und Landgemeinde Gołdap (Goldap) im Kreis Gołdap.

## Geographische Lage
Rożyńsk Wielki liegt im Nordosten der Woiwodschaft Ermland-Masuren, zehn Kilometer südwestlich der Kreisstadt Gołdap (Goldap).

## Geschichte
Bereits um 1600 wurde der Ort Groß Rosinsko gegründet. Vor 1945 handelte es sich um ein weitgestreutes Dorf. Im Jahre 1874 kam Groß Rosinsko zum Amtsbezirk Grabowen (polnisch Grabowo), der – 1939 in „Amtsbezirk Arnswald“ umbenannt – bis 1945 zum Kreis Goldap im Regierungsbezirk Gumbinnen der preußischen Provinz Ostpreußen gehörte.
In Groß Rosinsko waren 1910 insgesamt 198 Einwohner gemeldet, deren Zahl bis 1933 auf 208 anstieg und 1939 noch 173 betrug.
Am 3. Juni (amtlich am 16. Juli) des Jahres 1938 erhielt Groß Rosinsko im Zuge der nationalsozialistischen Umbenennungsaktion den Namen „Großfreiendorf“. Infolge des Krieges kam das Dorf 1945 mit dem südlichen Ostpreußen zu Polen und heißt seitdem „Rożyńsk Wielki“. Der Ort ist heute Sitz eines Schulzenamtes (polnisch: Sołectwo) und eine Ortschaft im Verbund der Stadt- und Landgemeinde Gołdap im Powiat Gołdapski, bis 1998 der Woiwodschaft Suwałki, seither der Woiwodschaft Ermland-Masuren zugehörig.

## Kirche
Die vor 1945 mehrheitlich evangelische Bevölkerung war in das Kirchspiel der Kirche in Grabowen (polnisch: Grabowo) im Kirchenkreis Goldap innerhalb der Kirchenprovinz Ostpreußen der Kirche der Altpreußischen Union eingepfarrt. Katholische Kirchenglieder waren zur Pfarrkirche in Goldap im Bistum Ermland hin orientiert.
Seit 1945 ist der größte Teil der Einwohner von Rożyńsk Wielki katholischer Konfession. Für sie ist die neu errichtete Pfarrei in Grabowo im Dekanat Gołdap im Bistum Ełk (Lyck) der Katholischen Kirche in Polen zuständig. Die wenigen evangelischen Kirchenglieder sind Teil der Kirchengemeinde in Gołdap, einer Filialgemeinde der Pfarrei in Suwałki in der Diözese Masuren der Evangelisch-Augsburgischen Kirche in Polen.

## Verkehr
Rożyńsk Wielki liegt ein wenig abseits vom Verkehrsgeschehen an einer Nebenstraße, die bei Konikowo (Kleeberg) von der polnischen Woiwodschaftsstraße DW 650 (einstige deutsche Reichsstraße 136) abzweigt und über Jabłońskie (Jeblonsken, 1938 bis 1945 Urbansdorf) und Włosty (Flösten, 1938 bis 1945 Bornberg) nach Boćwinka (Bodschwingken, 1938 bis 1945 Herandstal, ebenfalls an der DW 650 gelegen) führt.
Bis 1945 bestand Bahnanschluss über die Station in Grabowen (1938 bis 1945: Arnswald, polnisch: Grabowo) an der Bahnstrecke Angerburg–Goldap, die in Kriegsfolge heute nicht mehr betrieben wird und fast vollständig demontiert worden ist.

## Persönlichkeiten
- Esther Charlotte Brandes (1742–1786), deutsche Theaterschauspielerin